# Помощник пастора
Помощник пастора — человек, помогающий пастору во время католической службы. Квалификация, круг ответственности и обязанностей варьируются в зависимости от церкви и деноминации. В протестантских церквях аналогичная должность может именоваться адъюнкт либо викарий.
Во многих церквях помощником пастора является пастор, находящийся на обучении, в ожидании полноценного посвящения. Во многих случаях они имеют ограниченные полномочия и могут служить вместе с пастором общины или замещать его в его отсутствие. Некоторые церкви, проводящие выездные службы, такие как посещение больниц, тюрем, больных на дому или службы в отдельно стоящих часовнях, уполномачивают для этого помощников пасторов, если пастор занят другим делом.
Ассистент пастора может писать текст для проповедей, а также разъяснять прихожанам спорные богословские вопросы.
Некоторые церкви используют титул «брат» или «рукоположённый брат» вместо «помощник пастора». В крупных римско-католических приходах обязанности помощника пастора могут быть выполняться дьяконами и не рукоположёнными мирянами.